# Trasformazione naturale
In teoria delle categorie una trasformazione naturale è una freccia tra funtori "paralleli".
che rende possibile definire la categoria {\displaystyle {\mathcal {B}}^{\mathcal {A}}} di tutti i funtori
{\displaystyle F:{\mathcal {A}}\longrightarrow {\mathcal {B}}}
tra due categorie {\displaystyle {\mathcal {A}},{\mathcal {B}}} assegnate.

## Definizione
Siano
{\displaystyle F:{\mathcal {A}}\longrightarrow {\mathcal {B}}}
{\displaystyle G:{\mathcal {A}}\longrightarrow {\mathcal {B}}}
due funtori tra le categorie {\displaystyle {\mathcal {A}}} e {\displaystyle {\mathcal {B}}}.
Una trasformazione naturale {\displaystyle \alpha :F\Longrightarrow G} è una collezione
{\displaystyle \{\alpha _{X}:FX\longrightarrow GX\}_{X\in {\mathcal {A}}_{0}}}
di frecce di {\displaystyle {\mathcal {B}}} indicizzate dagli oggetti di {\displaystyle {\mathcal {A}}} e tale che il seguente diagramma commuta per ogni freccia {\displaystyle f:X\longrightarrow Y} di {\displaystyle {\mathcal {A}}}:
cioè   {\displaystyle \ Gf\cdot \alpha _{X}=\alpha _{Y}\cdot Ff}.

## Composizione orizzontale
Siano date le trasformazioni naturali
{\displaystyle \alpha :F\Longrightarrow G}
{\displaystyle \beta :H\Longrightarrow K}
ove {\displaystyle \ F,G} sono funtori tra due categorie {\displaystyle {\mathcal {A}},{\mathcal {B}}},
mentre {\displaystyle \ H,K} sono funtori tra due categorie {\displaystyle {\mathcal {B}},{\mathcal {C}}}.
Se ne può definire la composizione orizzontale
come quella trasformazione naturale {\displaystyle \gamma =\beta \circ \alpha } le cui frecce, nella categoria {\displaystyle {\mathcal {C}}}, siano definite in uno dei due modi equivalenti:
{\displaystyle \gamma _{X}=\beta _{GX}\cdot H\alpha _{X}},
{\displaystyle \gamma _{X}=K\alpha _{X}\cdot \beta _{FX}}.
infatti, applicando i funtori H,K al diagramma della trasformazione naturale tra F e G otteniamo:

## Composizione verticale
Siano date le trasformazioni naturali
{\displaystyle \alpha :F\Longrightarrow G}
{\displaystyle \beta :G\Longrightarrow H}
ove {\displaystyle \ F,G,H} sono funtori tra due categorie {\displaystyle {\mathcal {A}},{\mathcal {B}}}.
Se ne può definire la composizione verticale
come quella trasformazione naturale {\displaystyle \gamma =\beta \cdot \alpha } le cui frecce, nella categoria {\displaystyle {\mathcal {B}}}, siano definite nel modo elementare:
{\displaystyle \gamma _{X}=\beta _{X}\cdot \alpha _{X}}

## Categoria dei funtori
Siamo ora pronti per definire la categoria dei funtori come quella categoria {\displaystyle {\mathcal {B}}^{\mathcal {A}}} che ha per oggetti tutti i funtori {\displaystyle F:{\mathcal {A}}\longrightarrow {\mathcal {B}}}, per frecce {\displaystyle \ \gamma } le trasformazioni naturali tra tali funtori e la composizione di frecce sia proprio la composizione verticale poc'anzi definita.
Esempio 1
Se {\displaystyle \ Ins} è la categoria degli insiemi e {\displaystyle {\mathcal {C}}^{op}} 
è la categoria duale di una categoria {\displaystyle {\mathcal {C}}} ({\displaystyle {\mathcal {C}}^{op}} è ottenuta invertendo tutte le frecce di {\displaystyle {\mathcal {C}}}), allora la categoria {\displaystyle Ins^{{\mathcal {C}}^{op}}} è la categoria dei prefasci su {\displaystyle {\mathcal {C}}}.
Esempio 2
Sia {\displaystyle {\textbf {2}}=\{\bullet \longrightarrow \bullet \}} la categoria con due oggetti distinti e una sola freccia tra essi. Sia {\displaystyle \mathbb {Q} } l'insieme ordinato dei numeri razionali visto come categoria ponendo i numeri come oggetti e le relazioni {\displaystyle p\leq q} come frecce {\displaystyle p\longrightarrow q}.
Si verifica che i funtori {\displaystyle {\textbf {2}}^{\mathbb {Q} ^{op}}} sono le sezioni di numeri razionali (con l'aggiunta dell'insieme vuoto {\displaystyle \emptyset } e dell'intero {\displaystyle \mathbb {Q} }). Quindi abbiamo la formula notevole:
{\displaystyle \mathbb {R^{*}} ={\textbf {2}}^{\mathbb {Q} ^{op}}}
ove {\displaystyle \mathbb {R^{*}} } è l'insieme ordinato dei numeri reali con l'aggiunta di {\displaystyle -\infty } e {\displaystyle +\infty }.